# Luke Newton
Luke Paul Anthony Newton (Brighton, 5 de fevereiro de 1993)  é um ator britânico, mais conhecido por interpretar Colin Bridgerton na série Bridgerton da Netflix.

## Biografia
Newton nasceu em 5 de fevereiro de 1993 em Brighton, Reino Unido. Ele cresceu ao lado de sua irmã mais nova, Lauren. O nome da mãe dele é Michelle.

## Carreira
Em 2010, Newton fez sua estreia na televisão na série adolescente The Cut como Luke Attwood. Em 2014, ele apareceu em dois episódios da série da BBC Doctors como Sam Hern.
De 2016 a 2017, Newton estrelou na série do Disney Channel The Lodge como Ben Evans. Em 2018, ele estrelou o filme Placid: Legacy como Billy.
Em 2020, ele começou a estrelar a série Bridgerton da Netflix como Colin Bridgerton.

## Vida pessoal
Newton tem dislexia. Em 2018, iniciou um relacionamento com a atriz de teatro Jade Davies, mas eles terminaram seu relacionamento no início de 2023.
Durante a divulgação da terceira temporada de Bridgerton, Newton e a atriz Nicola Coughlan demonstraram um carinho evidente um pelo outro, gerando especulações entre os fãs sobre um possível relacionamento amoroso. Apesar dos rumores crescentes, ambos não confirmaram oficialmente se estão juntos, mantendo o mistério sobre a natureza de seu relacionamento fora das telas.

## Filmografia
| Ano       | Titulo       | Papel               | Notas            |
| --------- | ------------ | ------------------- | ---------------- |
| 2010      | The Cut      | Luke Attwood        |                  |
| 2011      | Sadie J      | Brad                |                  |
| 2013      | Mr Selfridge | Richard Brackenbury |                  |
| 2014      | Doctors      | Sam Hern            |                  |
| 2016–2017 | The Lodge    | Ben Evans           | Elenco principal |
| 2020-2024 | Bridgerton   | Colin Bridgerton    | Papel principal  |

### Filme
| Ano  | Titulo                               | Papel   | Notas |
| ---- | ------------------------------------ | ------- | ----- |
| 2014 | Twist and Pulse's Halloween Thriller | Michael |       |
| 2018 | Lake Placid: Legacy                  | Billy   |       |
| 2019 | Youth in Bed                         | Ethan   |       |